# Khagrachhari
Khagrachhari este un oraș din Bangladesh.